# Миколаївський ґебіт
Микола́ївський ґебі́т (нім. Kreisgebiet Nikolajew «Миколаївська округа») — адміністративно-територіальна одиниця генеральної округи Миколаїв райхскомісаріату Україна з центром у Миколаєві. 

## Історія
15 листопада 1941 опівдні на території майбутньої Миколаївської округи виникли дві округи: Миколаївська міська (нім. Kreisgebiet Nikolajew-Stadt) у складі 1 району (місто Миколаїв) та Миколаївська сільська (нім. Kreisgebiet Nikolajew-Land), що поділялася на три сільські райони, які відповідали трьом довоєнним радянським районам Миколаївської області: Миколаївському, Новоодеському та Привільнянському. Адміністративними центрами обох утворень було місто Миколаїв. 
1 грудня 1942 Миколаївська міська та Миколаївська сільська округи злилися в єдиний Миколаївський ґебіт. 
Станом на 1 вересня 1943 Миколаївський ґебіт поділявся на 4 райони: міський район Миколаїв (нім. Rayon Nikolajew-Stadt), сільський район Миколаїв (нім. Rayon Nikolajew-Land), район Нова Одеса (нім. Rayon Nowa Odessa) і район Привільне (нім. Rayon Priwolnoje).
Окружним комісаром обох округ з 15 листопада 1941 був обербургомістр Фріц Нікау (нім. Fritz Nieckau), а з серпня 1942 — ландрат д-р Ганс-Вернер Отто (нім. Hans-Werner Otto), який
із 1 грудня 1942 очолив керівництво вже об'єднаного ґебіта. 
Друкованим органом німецької окупаційної адміністрації в окружному центрі була газета «Українська думка». Виходила у Миколаєві у різний час і німецькомовна періодика: газета «Deutsche Bug-Zeitung» і два видання для вермахту — «Auf Wacht» (На сторожі) і «Der Kampf» (Боротьба). Відділ пропаганди «Propaganda-Staffel II» видавав у Миколаєві у 1943—1944 рр. часопис «Новая мысль», а в січні—березні 1944 р. — «Новая жизнь».
28 березня 1944 року внаслідок Березнегувато-Снігурівської наступальної операції адміністративний центр округи зайняли радянські війська.